# Mesfin Adimasu
Mesfin Adimasu (* 5. März 1985) ist ein äthiopischer Marathonläufer.
2006 wurde er Neunter beim Rotterdam-Marathon in 2:10:45 h und 2007 Fünfter beim Berlin-Marathon in 2:09:49. 2008 wurde er Siebter beim Hamburg-Marathon und erneut Fünfter in Berlin.
2009 stellte er als Siebter in Rotterdam mit 2:09:32 seine persönliche Bestzeit auf.